# Bernard Kouchner
Bernard Kouchner (Aviñón, 1 de noviembre de 1939) es un médico y político francés. Fue cofundador de Médicos Sin Fronteras (MSF) y de Médicos del Mundo. Político de izquierdas, ejerció como Ministro de Relaciones Exteriores y Europeas bajo el gobierno de Fillon entre 2007 y 2010.

## Trayectoria
Militó primeramente en el Partido Comunista de Francia, de donde fue excluido en 1966. [cita requerida]
Partió entonces como médico para la Cruz Roja a Biafra en 1968. Fundó Médicos Sin Fronteras (MSF) en 1971 pero años más tarde, en 1980, a causa de divergencias de opiniones con la dirección, fundó Médicos del Mundo.
Bernard Kouchner hizo campaña ante los organismos internacionales en defensa del principio de injerencia humanitaria. En 1988 inició su actividad en la vida política dentro de los gobiernos socialistas franceses, aunque nunca fue militante del Partido Socialista hasta el 2000. En 2003, fue favorable a la intervención de los Estados Unidos en Irak, afirmando que la actuación contra las dictaduras debería ser global.
Ejerció diversas misiones de Naciones Unidas como representante del Secretario General Kofi Annan en Kosovo, 1999-2001, junto a Sérgio Vieira de Mello, de quien era amigo personal. Al ser elegido Ministro de Asuntos Exteriores con Fillon, fue expulsado del Partido Socialista.
El año 1993 fue el encargado de realizar el pregón de las Fiestas de la Mercè de Barcelona, con un discurso en el que destacó el papel de esta ciudad en el campo de la acción humanitaria. En 2010 The Jerusalem Post le otorgó el puesto número 15 entre los 50 judíos más influyentes del mundo. Es una de las figuras más admiradas por los franceses.
Es miembro del directorio de la «International Women’s Health Coalition» y de «PlaNet Finance».
Publicó varias obras, entre ellas Dieu et les hommes, en colaboración con el abate Pierre, fundador del Movimiento Emaús.
El libro de Pierre Péan Le Monde selon K (El Mundo según K, febrero de 2009), crítica de las polémicas intervenciones de Kouchner en África y Kosovo, provocó una gran polémica en Francia. Según Péan, Kouchner utilizó las influencias de su cargo para que empresas a las que él pertenecía cobrasen deudas contraídas con las mismas por los gobiernos de Gabón y la República del Congo. Tampoco salió bien parado en el libro La caza. Yo y los criminales de guerra, donde Carla del Ponte le acusó de obstruir las investigaciones sobre un presunto delito de tráfico de órganos llevado a cabo por guerrilleros kosovares sobre civiles serbios durante la Guerra de Kosovo.

### Cargos políticos
- Secretario de Estado en Integración Social 1988
- Secretario de Estado en Acciones Humanitarias 1988 a 1992,
- Secretario de Estado de 1988 a 1992,
- Ministro de Salud y de Ayuda Humanitaria de 1992 a 1993,
- Diputado al Parlamento Europeo de 1994 a 1997,
- Secretario de Estado de Salud de 1997 a 1999,
- Administrador-Representante de la ONU en Kosovo de 1999 a 2001,
- Ministro de Salud de 2001 a 2002,
- Ministro de Relaciones Exteriores y Europeas entre el 18 de mayo de 2007 y el 14 de noviembre de 2010.

## Publicaciones
- Urgence Darfour, Morad El Hattab (dirección) con André Glucksmann, Bernard Kouchner, Bernard-Henri Lévy, Jaques Julliard, Gérard Prunier, Jacky Mamou, Richard Rossin, Philippe Val, Des idées et des hommes, 2007.